# Aenictus gracilis
Aenictus gracilis é uma espécie de formiga do gênero Aenictus.